# Alfred Ander
Johan Alfred Andersson Ander, född 27 november 1873 i Ljusterö socken, död 23 november 1910 på Långholmens centralfängelse i Stockholm (avrättad), var en svensk kypare, värdshusvärd, spårvagnsförare och tillika den sista personen att avrättas i Sverige då han dömts för ett brutalt rånmord. Han var den förste och den ende som avrättats sedan giljotin införts som avrättningsmetod i Sverige.

## Värdshusvärden Ander
År 1893-1894 gjorde Ander värnplikten vid Vaxholms artillerikår. Under större delen av sin levnad förde Ander därefter ett kringflackande liv med ett flertal misslyckade restaurangrörelser bakom sig. Tillsammans med sin fru drev han sedan 1894 rörelser i bland annat Strängnäs (1898), Helsingfors (1903) och Rimforsa (1906). I de källor som finns skylls de många misslyckandena framför allt på att Ander hade ett allt annat än måttligt intag av alkohol. Efter år 1900 häktades Ander även flera gånger för diverse småbrott och befann sig under en period på rymmen. År 1909 flyttade han med sin fru till föräldrarna i Karlsudd. Hans fru, Julia Charlotta Ander, kom senare att vittna om att han ett flertal gånger misshandlat henne när han var berusad och att hon varit rädd för att han skulle döda henne.

## Brottet
Den 5 januari 1910 rånade Ander Gerells växelkontor på Malmtorgsgatan 2 i Stockholm, ett brott som han aldrig kom att erkänna. Under själva rånet misshandlade han kassörskan Viktoria Hellsten så illa att hon avled. Vid rånet kom Ander över 5 211 kr och 27 öre som senare kom att användas som bevis mot honom då en del av pengarna var nerblodade. Mordvapnet, ett besman, knöts också till Ander. Vid halvelvatiden kom en kolutkörare till ett nu nedsläckt kontor och fann Hellsten på golvet blödande från ett krossår i huvudet och bredvid henne på bordet låg en smörgås som det hade tagits två bett av. Hon var inte vid medvetande och en timme senare avled hon på sjukhuset. En koffert som Ander lämnat kvar på hotell Temperance innehöll delar av rånbytet, blod och Alfreds fotografi samt personbevis.

## Rättegång och avrättning

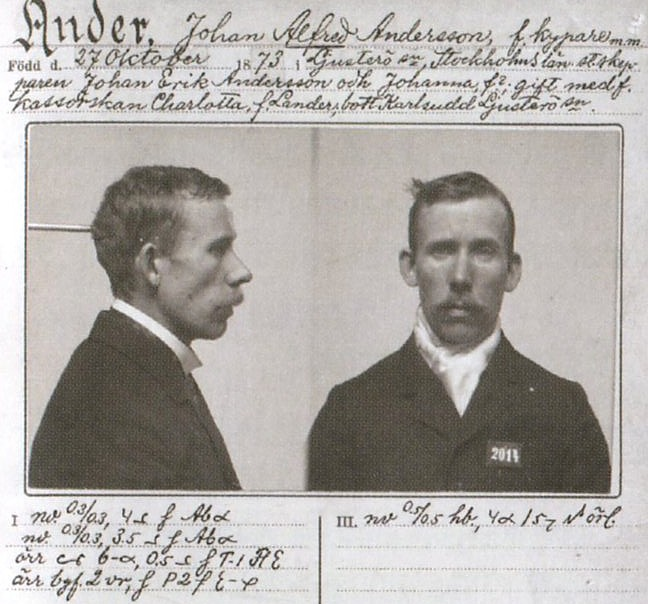
Alfred Anders "Signalementskort".

Makarna Ander greps av polis vid Anders fars stuga på Karlsudds brygga där de låg nakna i en säng på kvällen efter mordet. Frun släpptes på förmiddagen nästa dag, befriad från varje misstanke om delaktighet i brottet. Den 14 maj 1910 dömdes Ander till döden för begånget mord (och tredje resan stöld), en dom som han överklagade i alla instanser. Samtliga instanser upp till Högsta domstolen gav dock Ander avslag på överklagan och avrättningsdatumet fastställdes till den 23 november 1910 klockan 08:00 på morgonen. Han blev den sista människan att avrättas i Sverige då dödsdomen verkställdes av skarprättare Anders Gustaf Dahlman klockan 08:06, med hjälp av den fallbila (giljotin) som införskaffats år 1903 från Frankrike för 3 586 franc. Giljotinen var 4,42 meter hög och 2,38 meter bred. Det sägs att Ander vägrade tala med fängelseprästen före avrättningen och att hans sista ord var en förfrågan till Dahlmans assistent om han fick säga något före avrättningen, vilket emellertid ignorerades. Giljotinen fungerade som väntat och sedan halshuggningen genomförts överlämnades Anders kropp till läkare som kunde konstatera att han lidit av tuberkulos och att han före avrättningen svalt en större porslinsskärva, troligen i ett självmordsförsök.
Efter Anders död hamnade ett stycke av hans kranium i Anatomiska institutet i Uppsalas samlingar, och tillhör idag Gustavianum.

## Ur samtida press
"Mördaren-J. Ander har häktats."
Stockholm den 6 Jan. 1910

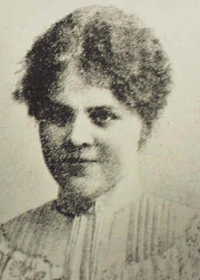
Den mördade Viktoria Hellsten.

Igår förövades ett mord på Gerells växelkontor i hotell Rydbergs fastighet. Kassörskan blev överfallen av en mansperson och dödad, varefter kassan länsades. Mördaren tog därefter till flykten. Polisen fick dock snart upp ett spår och han infångades. Rånmördaren befanns vara en man vid namn J. Ander.
"Anders afrättning" (Aftonbladet 23 november 1910)
Exekutionen försiggick i morse å Långholmen
Giljotinen för första gång i verksamhet
Ingen bekännelse!
Den för det ruskiga rånmordet i Gerellska växelkontoret häktade och dödsdömde Alfred Andersson Ander har idag sonat sitt brott med döden. Afrättningen försiggick i morse strax efter kl. 8 å den halvcirkelformiga fängelsegården å Långholmen i närvaro af de officiellt utsedda representanterna...